# Emile Daems

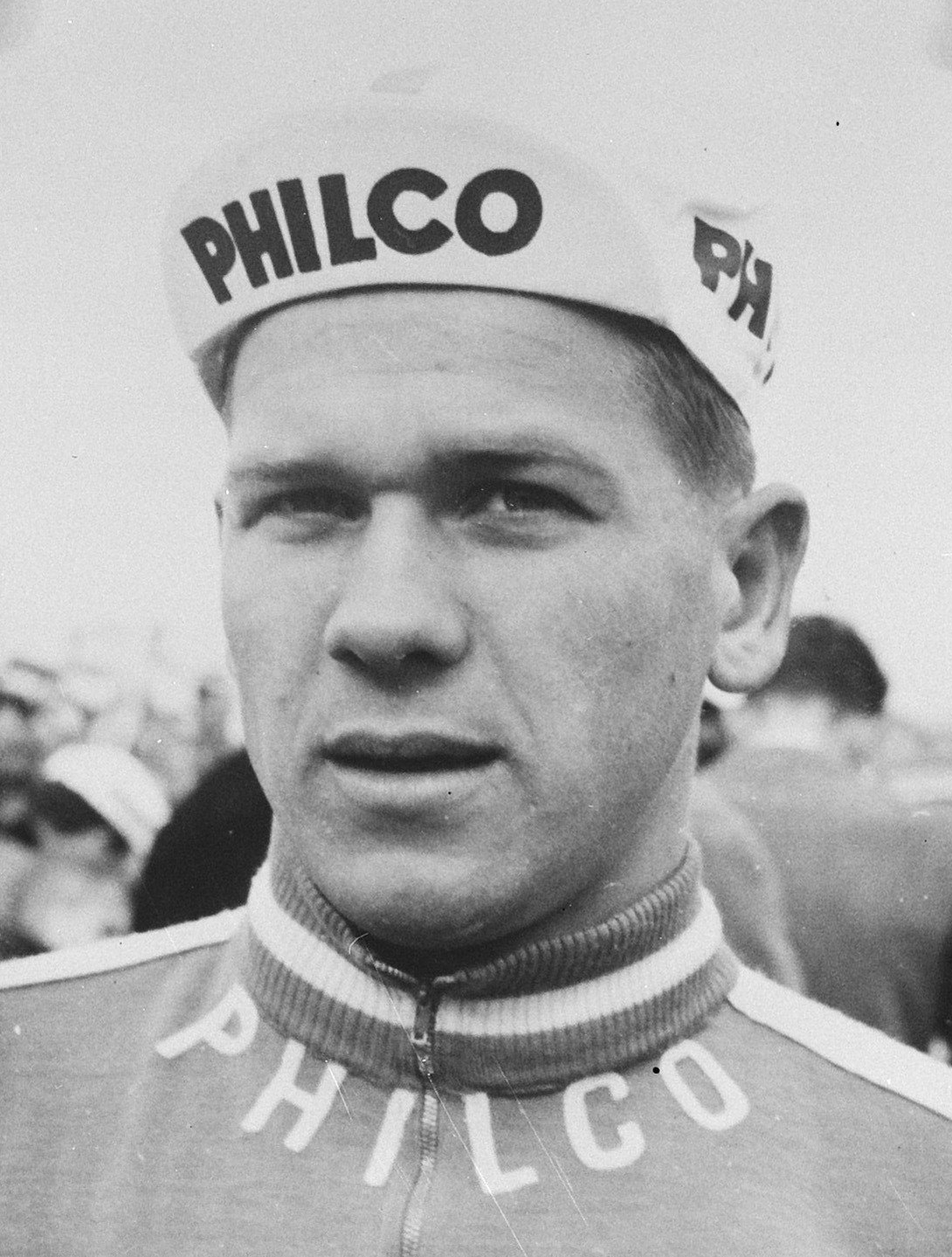
Emile Daems (1962)

Emile Daems (* 4. April 1938 in Genval; † 17. Oktober 2024 in Wavre) war ein belgischer Radrennfahrer.

## Sportlicher Werdegang
Daems begann 1956 mit dem Radsport und fuhr seine ersten Rennen in der Juniorenklasse, in der er auch gleich einige Erfolge feiern konnte. 1958 siegte er in der Vier-Kantone-Rundfahrt der Amateure. Emile Daems war Profi-Rennfahrer von 1959 bis 1966. Die größten Erfolge seiner Radsport-Laufbahn waren die Klassiker-Siege bei der Lombardei-Rundfahrt 1960, bei Mailand–Sanremo 1962 sowie im Jahr darauf bei Paris–Roubaix. Mit dem Radsport begann er 1956. Als Amateur gewann er 1957 auf dem Sachsenring den Großen Preis des deutschen Sportecho, ein Rennen, an dem ein Großteil der Weltelite der Amateure teilnahm.
1960 gewann Daems den Giro dell’Appennino, die Lombardei-Rundfahrt sowie den Nationalen Sluitingsprijs. Zudem gewann er in diesem Jahr zwei Etappen des Giro d’Italia. 1961 siegte er beim Giro di Sardegna und im Grand Prix du Brabant wallon. Den Giro del Ticino gewann er 1961 und 1962.
Viermal startete er zwischen 1961 und 1964 bei der Tour de France, gewann vier Etappen, drei davon bei der Tour 1962, bei der er auch den zweiten Platz in der Gesamtwertung für das Grüne Trikot belegte.
Nach dem Ende seiner aktiven Radsport-Karriere eröffnete Daems in seinem Geburtsort Genval ein Restaurant.
Daems starb am 17. Oktober 2024 im Alter von 86 Jahren in Wavre.